# Then Comes the Sun
Then Comes the Sun is het derde album van de Italiaanse singer-songwriter Elisa, uitgebracht in 2001.

## Achtergrond
Zoals Pipes & Flowers en Asile's World werd het album geproduceerd door Corrado Rustici. Het album werd uitgebracht in meer dan twintig landen, onder meer Duitsland, Spanje, Nederland, Noorwegen, Zweden, Zuid-Afrika en Nieuw-Zeeland. In dit album neemt Elisa afstand van de elektronische arrangementen omdat ze zich wil richten op de eenvoud van de boodschap die ze wil overbrengen.

## Nummers
| Nr. | Titel                            | Schrijver(s)              | Duur |
| --- | -------------------------------- | ------------------------- | ---- |
| 1.  | Rainbow                          | Elisa Toffoli             | 4:59 |
| 2.  | Heaven Out of Hell               | Toffoli • Corrado Rustici | 4:54 |
| 3.  | Dancing                          | Toffoli                   | 5:36 |
| 4.  | Fever                            | Toffoli • Rustici         | 4:18 |
| 5.  | Stranger                         | Toffoli                   | 3:54 |
| 6.  | A Little Over Zero               | Toffoli • Rustici         | 5:30 |
| 7.  | Time                             | Toffoli                   | 3:56 |
| 8.  | Fairy Girl                       | Toffoli                   | 5:00 |
| 9.  | The Window                       | Toffoli                   | 1:39 |
| 10. | Rock Your Soul                   | Toffoli                   | 5:03 |
| 11. | It Is What It Is                 | Toffoli                   | 3:49 |
| 12. | Simplicity                       | Toffoli                   | 2:08 |
| 13. | Rainbow Bells (Verborgen nummer) | Toffoli                   | 5:00 |

## Muzikanten
- Zang: Elisa Toffoli
- Gitaar (akoestisch, elektrisch en fuzz): Corrado Rustici, Elisa Toffoli
- Basgitaar: Davide Pezzin
- Ukulele: Enrique Gonzalez Muller
- Keyboard: Corrado Rustici, Elisa Toffoli
- Piano: Elisa Toffoli
- Hammondorgel: Corrado Rustici
- Drumstel: Davide De Vito
- Cymbalen: Davide De Vito
- Strijkinstrumenten: Turtle Island Quartet
- Achtergrondzang: Elisa Toffoli, T. J. & Sarah Eden Davis
- Treetone: Elisa Toffoli

## Hitlijsten
Het album piekte voor 27 weken op nummer 10 in de Italiaanse hitlijsten.
Singles
- Heaven Out of Hell (2001)
- Rainbow [Bedroom Rockers Remix] (2002) - nr. 5 (Italië)
- Time [Planet Funk Remix] (2002) - nr. 55 (Italië)
- Dancing (2002) - nr. 33 (Italië)

## Videoclips
- Heaven Out of Hell (2001) - Regisseur: Alessandro D'Alatri
- Rainbow [Bedroom Rockers Remix] (2002) - Regisseur: Elisa Toffoli & Dakota Fanning
- Dancing (2002) (Live in Dingwalls, Camden Town, Londen)